# Mélina Robert-Michon
Mélina Robert-Michon (Voiron, 18 de julio de 1979) es una deportista francesa que compite en atletismo, especialista en la prueba de lanzamiento de disco.
Participó en seis Juegos Olímpicos de Verano, entre los años 2000 y 2020, obteniendo una medalla de plata en Río de Janeiro 2016, en su especialidad. En los Juegos Europeos de Cracovia 2023 consiguió una medalla de bronce.
Ganó dos medallas en el Campeonato Mundial de Atletismo, en los años 2013 y 2017, y una medalla de plata en el Campeonato Europeo de Atletismo de 2014.
Fue la abanderada de Francia en la ceremonia de apertura de los Juegos Olímpicos de París 2024 junto con el nadador Florent Manaudou.

## Palmarés internacional
| Juegos Olímpicos   | Juegos Olímpicos        | Juegos Olímpicos  | Juegos Olímpicos |
| Año                | Lugar                   | Medalla           | Prueba           |
| ------------------ | ----------------------- | ----------------- | ---------------- |
| 2016               | Río de Janeiro (Brasil) | Medalla de plata  | Disco            |
| Campeonato Mundial |                         |                   |                  |
| Año                | Lugar                   | Medalla           | Prueba           |
| 2013               | Moscú (Rusia)           | Medalla de plata  | Disco            |
| 2017               | Londres (Reino Unido)   | Medalla de bronce | Disco            |
| Juegos Europeos    |                         |                   |                  |
| Año                | Lugar                   | Medalla           | Prueba           |
| 2023               | Chorzów (Polonia)       | Medalla de bronce | Disco            |
| Campeonato Europeo |                         |                   |                  |
| Año                | Lugar                   | Medalla           | Prueba           |
| 2014               | Zúrich (Suiza)          | Medalla de plata  | Disco            |